# Römerlager Kneblinghausen

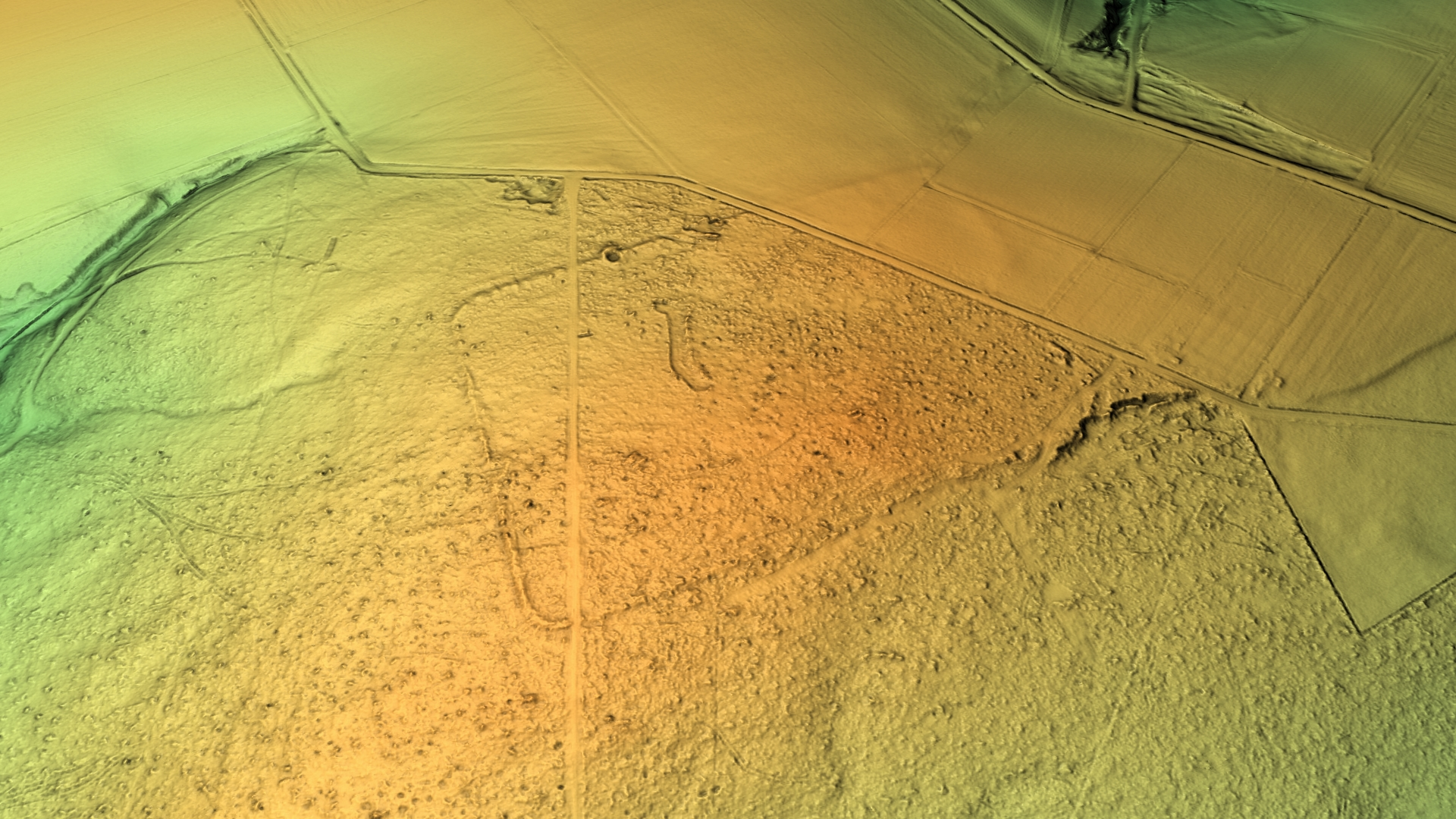
3D-Ansicht des digitalen Geländemodells

Als Römerlager Kneblinghausen wird eine Befestigungsanlage rund ein Kilometer südlich des Ortsteils Kneblinghausen der nordrhein-westfälischen Stadt Rüthen (Kreis Soest) bezeichnet.
1901 wurde die Befestigungsanlage durch den Oberlehrer A. Hartmann aus Rüthen entdeckt. Unter seiner Leitung fand 1901 bis 1907 die erste Ausgrabung statt. 1926 nahm August Stieren die Untersuchungen wieder auf. Er ließ 1934 eine Grabung durchführen. Angestoßen durch Spethmann aus Essen fanden 1937 bis 1939 weitere Ausgrabungen an den Wällen und im Innenbereich statt.
Die Ausgrabungen brachten Gewissheit über die Ausdehnung der Anlage. Außerdem wurde deutlich, dass es zwei Bauphasen gegeben haben muss. Der erste Bau war etwa 450 × 245 m groß, die zweite Bauphase verkürzte den Bau im Osten um ungefähr 130 Meter. Die vergrabenen Tore waren sogenannte Clavicula-Tore, was unter anderem zur Vermutung führte, dass es sich bei der Wallanlage um eine römische Befestigung handeln könnte.
Die Ausgrabungen im Innenbereich erbrachten allerdings keine gesichert römischen Funde. Stattdessen tauchten Funde und Befunde auf, die eine germanische Siedlung um Christi Geburt wahrscheinlich machten. Es wurde vermutet, dass eine germanische Siedlung durch den Bau des Römerlagers zerstört worden sei.
Lange Zeit galten Clavicula-Tore als typisch für das späte erste nachchristliche Jahrhundert. Deshalb konnte man Kneblinghausen nicht in die bekannte Reihe augusteischer römischer Lager an der Lippe (Lippia) einreihen (Holsterhausen, Haltern, Olfen, Oberaden, Anreppen). Stattdessen brachte man die Anlage mit den Chattenfeldzügen unter Kaiser Domitian (in den 80er Jahren des 1. nachchristlichen Jahrhunderts) in Verbindung.
Im Ostlager von Haltern wurde bei Ausgrabungen im Jahr 2000 ein Clavicula-Tor ausgegraben. Aus diesem Grunde erscheint eine Deutung Kneblinghausens im Zusammenhang mit den römisch-germanischen Auseinandersetzungen um Christi Geburt (zum Beispiel die Varusschlacht) durchaus als vertretbar.
G. Mildenberger deutete – da es eben wenig eindeutige Hinweise auf römischen Ursprung gab – die Anlage als germanische Befestigung. Die Erbauer hätten die römische Befestigungstechnik angewandt, um einen ehemals ungesicherten Siedlungsplatz zu befestigen. Diese Sicht konnte sich nicht durchsetzen.
Einen ganz neuen Ansatz verwendet die Hypothese vom kaiserzeitlichen Abbau von Bleierz im nördlichen Sauerland durch römische Bergwerksbetreiber. Aufgrund epigraphischer Befunde wird unter anderem vermutet, dass es im Raum Brilon einen solchen römischen Bergbau gegeben hat. Peter Rothenhöfer nimmt an, dass „den im Lager Kneblinghausen stationierten Soldaten Aufgaben im Bereich der Sicherung und Überwachung eben dieses Bergbaubezirkes zugefallen sein“ könnten. Nach dem derzeitigen montanarchäologischen Kenntnisstand erscheint dies jedoch nicht wahrscheinlich.
Kneblinghausen ist nach dem heutigen Forschungsstand ein römisches Lager, möglicherweise aus dem zeitlichen Bereich der römisch-germanischen Auseinandersetzung um die Zeitenwende, möglicherweise auch im Zuge von wirtschaftlichen Betätigungen im Vorfeld von „Provinzialisierungsbemühungen“. Eine genaue Interpretation im Rahmen der schriftlichen Quellen zur römisch-germanischen Geschichte ist derzeit noch nicht möglich.